# Forte Paté
Il Forte Paté (Fort Paté in lingua francese) è una fortificazione a difesa della città di Bordeaux sita sull'isola omonima, nell'estuario della Gironda. Dal 1935 è Monumento storico di Francia e nel luglio 2008 è stato riconosciuto Patrimonio dell'umanità dall'UNESCO, nel quadro delle Fortificazioni di Vauban riconosciute come tali. Insieme al forte Médoc ed alla cittadella di Blaye, fa parte del sistema difensivo dell'estuario e quindi del porto di Bordeaux.

## Storia e descrizione
Il forte venne eretto su disposizione del re Luigi XIV, che si trovava ancora sotto l'impressione della Fronda parlamentare, nella quale la cittadina di Blaye aveva avuto un ruolo importante, e che autorizzò la costruzione di questa fortificazione nel 1690. I lavori  furono eseguiti seguendo le direttive del Vauban e furono affidati all'ingegnere François Ferry ed all'architetto Pierre Duplessy, mentre della sorveglianza furono incaricati il sovrintentendente Bazin des Bezons ed il governatore militare maresciallo di Francia de Lorges.
I banchi di sabbia che si erano formati intorno all'isola non garantivano una base stabile per le fondamenta del forte, così venne predisposto un doppio reticolo di rinforzo in pali di legno. La sua costruzione fu compiuta in circa tre anni.
È di forma piuttosto raccolta, costruito in pietra tagliata ma anche in mattoni, specie nella parte esterna con merlature ed esposta al fuoco dei pezzi nemici. Le 32 feritoie si trovano nelle sale del pino-terra, che circondano il magazzino delle polveri.  Il piano superiore è raggiungibile tramite scala a vista. Il corpo di guardia si trova sulla sommità della fortificazione, fra le cucine e due piccole sale e l'insieme è protetto da feritoie per i tiri. Due garitte in pietra, una delle quali a sud, sull'ingresso principale, permettevano l'osservazione. Canali di gronda permettevano lo scarico delle acque piovane della terrazza, mentre quelle del tetto venivano convogliate in una cisterna sita sotto la grande galleria a volta del piano-terra. Si tratta in generale di un'architettura minimalista, ben lontano dai progetti ben più consistenti di un forte a quattro bastioni, non realizzati a causa della scarsa consistenza del suolo. In fondo il forte aveva una funzione dissuasiva più che difensiva.

## Artiglieria

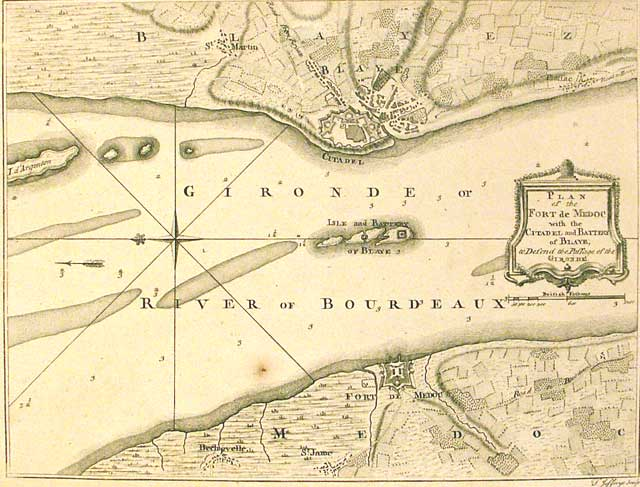
Mappa dell'isola di Paté con le sue fortificazioni

Insieme alla cittadella di Blaye ed al forte Médoc, ad essi allineato, il forte Paté costituiva l'elemento centrale di un trittico che permetteva alle artiglierie di sostenersi vicendevolmente con il loro tiro e d'impedire a navi nemiche il passaggio. Le carte di Sir Bellin, ingegnere della Marina di Francia, descrivono così l'armamento del forte nel 1759:
- 8 pezzi da 36 libbre
- 10 pezzi da 24 libbre
- 2 pezzi da 12 libbre

I pezzi più pesanti erano piazzati presumibilmente nella batteria sita ai piedi del forte ed ancor oggi percettibile dai movimenti del terreno. Da questa batteria si effettuavano i tiri sulla linea di galleggiamento delle imbarcazioni nemiche, difesa dalle 32 feritoie attraverso le quali il tiro di moschetti difendeva gli artiglieri addetti ai pezzi.
I pezzi in terrazza praticavano il tiro a palle incatenate, diretto alla velatura ed agli alberi delle navi nemiche. Sul luogo l'evoluzione delle feritoie per i tiri fa comprendere quella dell'artiglieria. Il loro stato attuale (feritoie occulte) attesta il passaggio da una funzione difensiva legata al tiro, ad una funzione strettamente connessa all'osservazione da un nuovo cammino di ronda: la funzione di postazione tiro passò alle quattro casematte poste ai piedi del forte, costruite probabilmente nella seconda metà del XIX secolo. Con l'evoluzione delle bocche da fuoco, e specificatamente della portata dei loro tiri, la posizione dello sbarramento si spostò, nel corso del XIX secolo più a monte nell'estuario.

## Consolidamento degli argini
Come detto, al momento della costruzione del forte si dovette procedere a consolidare le fondamenta poste su un banco di sabbia di recente formazione, In realtà il fenomeno di comparsa e scomparsa di banchi di sabbia era una caratteristica nota, facilmente percepibile ancor oggi sulla zona costiera dell'isola. L'intendente Bazin des Bezons lo constatò già nella sua visita effettuata nel maggio del 1685 e dispose prontamente una campagna per la realizzazione di opere di consolidamento degli argini, la prima e l'ultima delle quali ebbe luogo nel 1727, dopo di che non si procedette più a tali lavori.